# Godzilla vs. Destoroyah
Godzilla vs. Destoroyah (ゴジラvsデストロイア, Gojira tai Desutoroia) is een Japanse kaijufilm uit 1995. Het is de 22e Godzillafilm. De film kwam uit op 9 december 1995. De film is de laatste in de Heisei-reeks en was lange tijd ook bedoeld als de laatste Godzillafilm.

## Verhaal
De film speelt zich een jaar na Godzilla vs. SpaceGodzilla. Het eiland waar Godzilla en zijn zoon Godzilla Junior zich zouden verbergen wordt gevonden door een groep G-Force agenten, maar Godzilla is nergens te zien. Wel wordt Godzilla Junior gevonden, die inmiddels bijna is volgroeid tot zijn volwassen gedaante. Even later wordt Godzilla gesignaleerd in Hongkong, dat geheel door hem is verwoest. Het valt de G-Force agenten meteen op dat er iets vreemds met Godzilla aan de hand is: grote stukken van zijn lichaam zijn bedekt met een lava-achtige substantie.
G-Force huurt student Kenichi Yamane, de geadopteerde kleinzoon van Dr. Yamane (een van de getuigen van de dood van de originele Godzilla in 1954), in om te onderzoeken wat er aan de hand is. Hij doet een schokkende ontdekking: Godzilla is stervende. De nucleaire energie die hem heeft gemaakt tot wat hij nu is, is onstabiel aan het worden. Als gevolg daarvan zal Godzilla’s lichaam spoedig vergaan in een kernexplosie die heel Japan, en mogelijk zelfs heel de aarde, zal treffen.
G-Force stelt alles in het werk om Godzilla te vernietigen voor hij kan ontploffen. Ondertussen worden op de plaats waar in 1954 de originele Godzilla werd vernietigd vreemde levensvormen aangetroffen. Een monster genaamd Destoroyah duikt op, en begint om zich heen verwoestingen aan te richten. Bodemmonsters bewijzen dat Destoroyah is ontstaan als bijproduct van de Oxygen Destroyer, het wapen waarmee de originele Godzilla vernietigd werd. Het Japanse leger slaagt er niet in om Destoroyah te stoppen. Miki Saegusa, wiens telepathische krachten langzaam aan het verdwijnen zijn, gebruikt haar gave om Godzilla Junior naar Japan te lokken zodat hij Destoroyah kan bevechten. Godzilla volgt Junior naar Japan, waar hij zelf wordt geconfronteerd met G-Force' nieuwste wapen: de Super-X III.
Bij het eerste treffen tussen de monsters raakt Junior gewond, maar uiteindelijk slaagt hij erin Destoroyah te vernietigen. Godzilla verslaat de Super-X III, waarna de twee monsters samen komen in Narita. Dan duikt Destoroyah onverwacht toch weer op, getransformeerd naar zijn laatste en sterkste vorm. Hij overvalt de twee Godzilla’s bij verrassing, en dood Junior. De woedende Godzilla valt Destoroyah aan, en bij het gevecht tussen de twee monsters wordt half Tokio vertrapt. Daar hij gemaakt is uit het wapen waarmee de originele Godzilla werd vernietigd, heeft Destoroyah al vanaf het begin een voordeelspositie. Maar Godzilla’s naderende kernexplosie versterkt zijn krachten tot ongekend niveau. Godzilla drijft Destoroyah naar de rand van Tokio, waar hij hem in een lavaput probeert te gooien. Destoroyah kan zich losrukken en probeert weg te vliegen, maar dan komt de Super-X III tussenbeide. De machine schiet Destoroyahs vleugels kapot, en het monster stort in de lavaput waar het omkomt.
Destoroya is verslagen, maar dan gebeurt het onvermijdelijke. Godzilla’s lichaam begint te exploderen. Op het laatste moment bombardeert de JSDF Godzilla’s lichaam met een ijswapen, waardoor de explosie tot een minimum beperkt blijft. De explosie treft echter wel heel Tokio, en de stad wordt door de radioactiviteit onleefbaar.
Na de dood van Godzilla duikt tot ieders verbazing een nieuwe Godzilla op uit de rook. De ioniserende straling van Godzilla’s dood heeft Junior weer tot leven gebracht, en hem razendsnel tot volwassen formaat laten groeien. De nieuwe Godzilla verdwijnt in zee.

## Rolverdeling
| acteur             | personage       |
| ------------------ | --------------- |
| Hayashi Yasufuni   | Kenichi Yamane  |
| Ishino Yoko        | Yukari Yamane   |
| Odaka Megumi       | Miki Saegusa    |
| Tatsumi Takuro     | Kensaku Ijuin   |
| Nakao Akira        | General Aso     |
| Kochi Momoko       | Emiko Yamane    |
| Satsuma Kenpachiro | Godzilla        |
| Hariya Ryo         | Destoroyah      |
| Ryu Hurricane      | Godzilla Junior |

## Prijzen en nominaties
| jaar | prijs                 | categorie     | genomineerde(n) | uitslag     |
| ---- | --------------------- | ------------- | --------------- | ----------- |
| 1996 | Japanse Academy Award | beste montage | Chizuko Osada   | genomineerd |
| 1996 | Japanse Academy Award | beste geluid  | Kazuo Miyauchi  | genomineerd |

## Overige
- Producer Tomoyuki Tanaka, die aan vrijwel alle Godzillafilms had meegewerkt, stierf twee jaar na uitkomst van deze film.
- Momoko Kochi speelde in deze film wederom Emiko Yamane, een personage dat ze ook al speelde in de originele film uit 1954.
- In het originele script zou Godzilla vechten met de geest van de oorspronkelijke Godzilla. Toho verwierp dit plan echter omdat in de twee voorgaande films Godzilla ook al met een op hem lijkende tegenstander vocht (Mechagodzilla en SpaceGodzilla).
- De Japanse theatrical poster bevat de tagline: "Godzilla sterft", een verwijzing naar de climax van deze film.
- Dit is de eerste Godzillafilm waarin Godzilla’s tegenstander door de JSDF wordt verslagen.
- In Japan bracht de film ongeveer $22.000.000 op.

## Websites
- (en)   Godzilla vs. Destoroyah in de Internet Movie Database
- (en)   Godzilla vs. Destoroyah op Rotten Tomatoes